# 梅阿兰
梅阿兰（法語：Méharin，法語發音：[meaʁɛ̃]）是法国大西洋比利牛斯省的一个市镇，位于该省中部偏西，属于巴约讷区。

## 地理
梅阿兰（43°19'59"N, 1°8'42"W）面积12.73 平方千米，位于法国新阿基坦大区大西洋比利牛斯省，该省份为法国东南部省份，涵盖了贝阿恩与北巴斯克，西临大西洋比斯開灣，北至朗德省，东北接热尔省，东临上比利牛斯省，南与西班牙接壤。
与梅阿兰接壤的市镇（或旧市镇、城区）包括：阿莫罗茨-叙科斯、阿尔芒达里茨、茹瓦约斯河畔贝里、奥雷格、圣马丹达尔贝鲁。

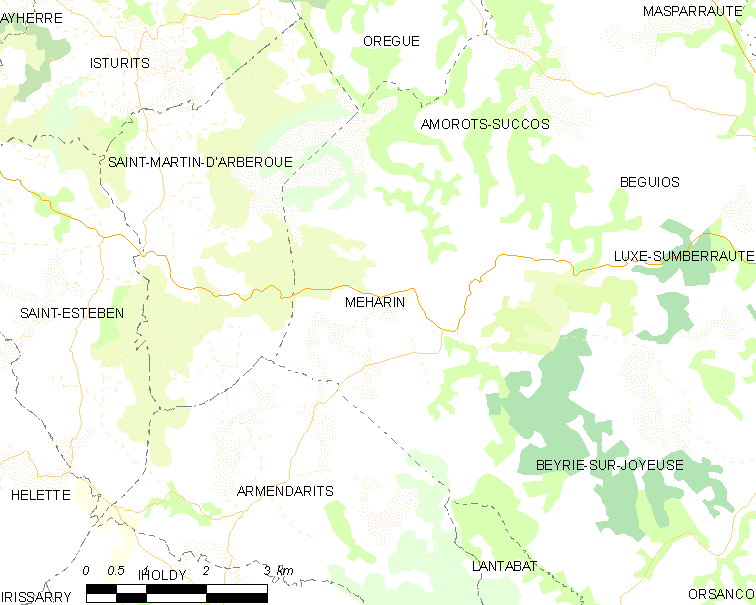
梅阿兰的OSM定位图

梅阿兰的时区为UTC+01:00、UTC+02:00（夏令时）。

## 行政
梅阿兰的邮政编码为64120，INSEE市镇编码为64375。

## 政治
梅阿兰所属的省级选区为比达什地区-阿米库塞-奥斯蒂巴尔县。

## 人口

1962-2008年间梅阿兰人口变化图示

梅阿兰于2022年1月1日时的人口数量为278人。